# Фортитјуд Вали
Фортитјуд Вали (енгл. Fortitude Valley) је предграђе Бризбејна у Квинсленду у Аустралији. Према подацима из 2006. у њему је живело 4.469 становника.